# 川口東インターチェンジ
川口東インターチェンジ（かわぐちひがしインターチェンジ）は、埼玉県川口市赤芝新田にある、東京外環自動車道のインターチェンジ。三郷・京葉方面への入口、三郷・京葉方面からの出口のみのハーフIC。
2024年（令和6年）10月1日から入口料金所がETC専用になっている。

## 道路
- C3 東京外環自動車道（71番）

## 接続する道路
- 国道298号
- 国道122号
- 埼玉県道105号さいたま鳩ヶ谷線

## 周辺
- 埼玉高速鉄道線新井宿駅
- 赤山城址
- 川口市立戸塚西中学校
- 川口市立神根中学校
- 川口市立神根東小学校
- 埼玉県立川口青陵高等学校

## 料金所
- レーン数：2
  - ETC専用：1
  - ETC・サポート：1

## 隣
C3 東京外環自動車道
(64)川口中央IC - (70)川口JCT - (71)川口東IC - (72)草加IC